# Estuardo Núñez Hague
Estuardo Núñez Hague (Chorrillos, 5 de septiembre de 1908 – Lima, 29 de agosto de 2013) fue un escritor, crítico literario, historiador y docente universitario peruano.

## Biografía
Estuardo Núñez nació en el balneario de Chorrillos en 1908, aunque posteriormente se mudó al vecino balneario de Barranco donde vivió toda su vida. Hijo del coronel Maximiliano Núñez Delgado de la Flor y de Rosa Hague. A los cinco años comenzó a aprender a leer en una máquina Underwood, y en ella a reconocer y, luego, a teclear las primeras letras.  
Hizo sus estudios escolares en el Colegio Alemán, y tuvo como compañeros de aula a Martín Adán y Emilio Adolfo Westphalen. Desde sus años escolares comenzó a frecuentar el ambiente intelectual y así conoció al poeta José María Eguren y al ideólogo José Carlos Mariategui, quienes lo animaron a realizar sus primeros escritos, inicialmente en el campo de la ficción y más adelante en el ámbito de la crítica literaria. Ingresó a estudiar Letras en la Universidad Nacional Mayor de San Marcos, donde participó en los movimientos estudiantiles de 1930. Tras la clausura de la universidad pudo obtener el Doctorado de Letras, en 1932, y el título de Abogado, en 1937. Fue docente del Colegio San Andrés y de su alma mater, la Universidad de San Marcos, teniendo a su cargo las cátedras de Teoría Literaria y Literatura Comparada. Fue Director del Programa de Literatura y Lingüística de la UNMSM. Profesor visitante de las universidades de Nueva York, Bonn y Grenoble.
Casado con la pintora y escritora Carlota Carvallo de Núñez con quien tuvo siete hijos.
En 1967 fue nombrado Director de la Biblioteca Nacional del Perú, correspondiéndole una intensiva labor de publicación de clásicos peruanos, así como la  renovación de su servicio  y la conclusión de su edificación, que luego del incendio de la misma había quedado inconclusa.
Ha sido también Director de la Academia Peruana de la Lengua (1988-1991) y era miembro de la Academia Nacional de Historia. Fue Presidente del Centro Cultural Inca Garcilaso de la Vega y miembro de la Comisión Nacional para la celebración del V Centenario del Descubrimiento de América.
Era abuelo del conocido abogado y periodista deportivo Gonzalo Núñez.

## Obras
- El Perú visto por viajeros
- La Poesía de Eguren (1933)
- Panorama actual de la poesía peruana (1937). Acceso: https://es.scribd.com/document/697316444/Estuardo-Nunez-Panorama-actual-de-la-poesia-peruana
- Autores germanos en el Perú (1953)
- Autores ingleses y estadounidenses en el Perú (1956).
- Literatura Peruana en el siglo XX (México, 1965).
- Las letras de Italia en el Perú (Lima, UNMSM, 1968).
- El nuevo Olavide (1970)
- La imagen del mundo en la literatura peruana (1971)
- Bolívar, Ayacucho y los tradicionalistas peruanos (1974)
- España vista por viajeros hispanoamericanos (1985)
- Brasil visto por viajeros peruanos (1981)
- Viajes y viajeros extanjeros en el Perú (1989)
- Ricardo Palma, escritor continental (1990)
- Los tradicionalistas peruanos (2001)

Ha escrito diversos ensayos y artículos sobre aportes lingüísticos de Andrés Bello.

## Premios y reconocimientos
- Cruz al Mérito por Servicios Distinguidos de la República del Perú (1971)
- Cruz al Mérito y Medalla Alexander von Humdbolt de la República Federal Alemana
- Orden al Mérito de la República de Italia
- Orden del Libertador de la República de Venezuela
- Orden de Andrés Bello de la República de Venezuela
- Orden del Sol del Perú, Gran Cruz.
- Medalla de Honor del Congreso de la República del Perú
- Premio Nacional de Fomento de la Cultura (1957)
- Premio El Ateneo de Buenos Aires (1971)
- Premio José de la Riva-Agüero y Osma, Southern Perú- Pontificia Universidad Católica del Perú
- Profesor Emérito de la Universidad Mayor de San Marcos
- Doctor honoris causa de la Universidad Ricardo Palma
- Doctor honoris causa de la Universidad Nacional de Ingeniería (2007)
- Profesor Honorario de:
  - Universidad Nacional San Luis Gonzaga de Ica
  - Universidad Nacional de Huánuco
  - Universidad Católica Santa María de Arequipa